# Sept-Îles (Côtes-d'Armor)
Le Sept-Îles ("Sette Isole"; in bretone: ar Jentillez) sono un arcipelago sulla Manica della Francia nord-occidentale, situato al largo della costa di Granito Rosa, nel dipartimento delle Côtes-d'Armor, in Bretagna.
L'arcipelago è composto da cinque isole principali, ovvero l'isola Bono (l'isola più grande), l'Île aux Moines, Malban, l'Île Plate e Rouzic, e da due isolotti, Le Cerf e Les Costans.
Costituiscono un sito naturale protetto dal 1912 e sono state dichiarate riserva naturale dal Ministero dell'Ambiente dal 1976. Rappresentano il primo esempio di Riserva naturale nazionale in Francia.

## Geografia fisica
Le Sept-Îles si trovano a nord-ovest della località balneare di Port-Blanc, di fronte alle località di Trégastel, Ploumanac'h e Perros-Guirec.

## Storia
Tra il 22 e il 23 ottobre 1943, nel corso della seconda guerra mondiale, di fronte all'arcipelago ebbe luogo la battaglia delle Sept-Îles, che mise di fronte una squadra navale della Royal Navy e una di torpediniere della Kriegsmarine.

## Fauna
Le Sept-Îles ospitano una delle più importanti colonie di uccelli della Francia: nell'arcipelago nidificano infatti 27 specie di uccelli, tra cui 15 specie di uccelli marini.
Tra le specie presenti, figurano le pulcinelle di mare, le beccacce di mare, i marangoni dal ciuffo, le gazze marine, le sule bassane, ecc.
Vi si trova anche una delle colonie più meridionali d'Europa di foche grigie.

## Monumenti e luoghi d'interesse

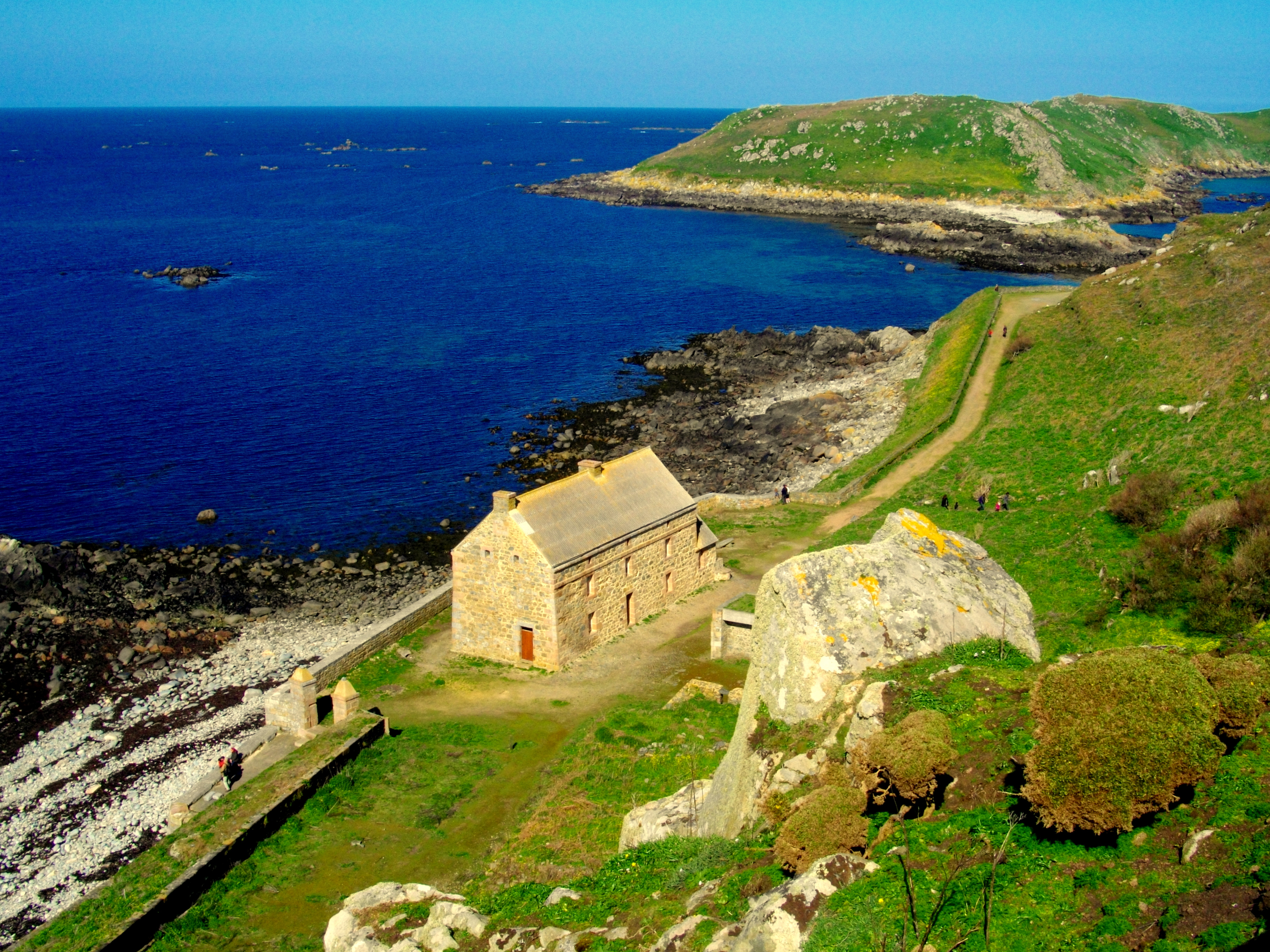
Il forte delle Sept-Îles

### Architetture militari

#### Forte delle Sept-Îles
Tra i principali luoghi d'interesse nell'arcipelago, figura il  forte delle Sept-Îles, situato sull'Île-aux-Moines e costruito su progetto di Siméon Garangeau, un allievo di Vauban, nel primo quarto del XVIII secolo..

### Architetture civili

#### Faro delle Sept-Îles
Sempre sull'Île-aux-Moines si trova il faro delle Sept-Îles, risalente al 1832.

## Trasporti
Le isole sono raggiungibili via traghetto dal porto di Ploumanac'h e dalla Plage de Treastaou a Perroc-Guirec.
L'unica isola accessibile è l'Île-aux-Moines. I trasporti verso l'isola sono garantiti da marzo a ottobre e durante le vacanze scolastiche.